# ハイビャクシン
ハイビャクシン（這柏槙、学名: Juniperus chinensis var. procumbens）は、ヒノキ科ビャクシン属（ネズミサシ属）イブキの1変種である。別変種であるミヤマビャクシンの海岸型とすることや、独立種とすることがある。別名はソナレ（磯馴）、イワダレネズ（岩垂杜松）。匍匐性の常緑低木であり、葉はふつう針葉、対馬、壱岐などの島嶼の海岸に分布する。古くから庭園などに植栽されている。

## 特徴
匍匐性の常緑低木であり、幹や枝は地を這って広がり、高さ大きくても70センチメートル (cm) ほど、ときに崖から垂れ下がる。枝先のみが上を向く（図1, 2）。葉はふつう針葉で長さ6–8ミリメートル (mm)、先は鋭く尖り、3輪生または十字対生する（図1, 2）。老木では稀に鱗片葉をつける。球果は液果状の漿質球果、基準変種よりやや大きく、直径 8–9 mm。

## 分布
福岡県（沖ノ島）、佐賀県（馬渡島）、長崎県（五島列島美良島、壱岐、対馬）、韓国の大黒山島に分布し、海岸の砂地または崖に分布する。ときに大きな群落を形成する。

## 保全状況評価
日本全体としては絶滅危惧等の指定はないが、福岡県、佐賀県のレッドリストでは絶滅危惧I類（統一カテゴリ名）の指定を受けている（2023年現在）。また山形県で絶滅危惧I類、岩手県で準絶滅危惧の指定も受けているが、一般的にこれらの地域はハイビャクシンの分布域とはされていない。

## 人間との関わり
庭園のグランドカバーとして植栽される。盆栽仕立てや日本庭園にも使われる。海岸近くに生えることから、潮風や砂地に強い性質で、挿し木でも殖やすことができる。